# Encavalcament de gen
L'encavalcament de gens (o encavallament de gens) en la genètica és quan un gen s'encavalla o superposa parcialment o totalment a un altre gen i expressa una proteïna diferent de la d'aquest gen darrer. D'aquesta manera una seqüència de nucleòtids pot fer una contribució al funcionament d'un o més productes dels gens. La seqüència de nucleòtid compartida es pot llegir en marc de lectura alternada durant la transcripció genètica de diferents gens o en un bri d'ADN complementari.
S'han trobat en múltiples dominis de la vida, incloent bacteris, virus i eucariotes superiors incloent els humans.